# Gabriel François de Rougé
Gabriel François de Rougé, seigneur de la Bizotière, dit le « comte de Rougé » puis le « marquis de Cholet », né le 26 mai 1729 au château de la Bellière à Saint-Pierre-Montlimart (Maine-et-Loire) et mort à Cholet le 20 septembre 1786,  est un lieutenant général et commandeur de l'ordre de Saint-Louis.

## Biographie
Issu de la famille de Rougé, Gabriel François de Rougé, est le fils de Gabriel César de Rougé, chevalier, seigneur de la Guilletière, du Tremblay et de la Chaussée, page de la grande écurie en 1720 et de Marie Gabrielle du Bois de la Ferté.
Le 20 mars 1760, il épouse Marie Anne Christine Joséphine de Croÿ d'Havré, chanoinesse de Remiremont, sœur du duc d'Havré dont il n'a pas d'enfants,. Deux cent cinquante ans plus tard, l’ouvrage : Le Longeron au fil du temps retranscrit la touchante histoire d’amour de ce couple ayant habité le château de La Fribaudière.
Il meurt à Cholet le 20 septembre 1786 et selon le registre de la paroisse Notre-Dame, est inhumé dans le cimetière le lendemain.

## Carrière militaire
Entré très jeune dans le métier des armes, il est capitaine au régiment de Vermandois à l'âge de 17 ans puis lieutenant de la compagnie colonelle l'année suivante. Il s'illustre dans les campagnes de Flandre (1744-1748) et de la guerre de Sept Ans. Sa bravoure à Port-Mahon lui vaut d'être promu colonel du régiment de Foix le 7 mai 1758 puis d'avoir un régiment à son nom le 20 février 1761. Il est promu brigadier d'infanterie le 21 décembre 1761 puis élevé au grade de maréchal de camp le 6 avril 1767 et de lieutenant général le 1er janvier 1784.

## Marquis de Cholet
En 1763, il fait l'acquisition du marquisat de Cholet. Il consacre à Cholet son temps et sa fortune pour en améliorer l'infrastructure. Il développe le commerce, entre autres, grâce à des foires régulières. Cholet devint une ville moderne pour l'époque et un centre économique actif. Il ouvre à Cholet le premier marché aux bœufs.

### Héraldique
| Blason | Blasonnement : De gueules à la croix pattée d'argent. |

## Hommages
Lors du mariage de Gabriel François de Rougé, le roi Louis XV appose personnellement sa signature sur le contrat de mariage.
Agronome passionné, au Longeron, sur les terres de la Fribaudière, sa ferme est citée comme modèle. L'origine de la race Maine-Anjou tend même à lui être attribuée.
L'évènement solennel de sa sépulture attire tellement de monde que le cortège mettra quelque trois heures pour rejoindre le nouveau cimetière de Notre-Dame de Cholet (quartier de Rambourg).
L'ancienne place du Prieuré de la ville de Cholet porte son nom,.